# Ściegny
Ściegny – część miasta Kamieńsk w Polsce położona w województwie łódzkim, w powiecie radomszczańskim, w gminie Kamieńsk.
Rozpościerają się w okolicy ulicy Kościuszki na zachód od centrum miasta.
W latach 1975–1998 należały administracyjnie do województwa piotrkowskiego.